# スープカレー (テレビドラマ)
『スープカレー』は、2012年に北海道放送（HBC）とクリエイティブオフィスキューの企画により、HBCおよびTBSを始めとする系列局で放送された、TEAM NACS（森崎博之・安田顕・戸次重幸・大泉洋・音尾琢真）主演の日本のテレビドラマ。北海道放送創立60周年記念作品（兼テレビ放送開始55周年記念）。

## 概要
創立60周年を迎える北海道放送（HBC）がTEAM NACSと組んで1年以上かけて企画、2011年10月に制作が発表された 。撮影は同年9月から10月にかけて札幌や東京で行われた。TEAM NACSフルキャストとしては、連続ドラマ初主演となる。総監修は「『アンティーク』、『UDON』に次ぐ、食べ物企画第3弾を狙っていた」という本広克行が務める。タイトルの通り料理の「スープカレー」が重要なモチーフであり、エンディングでは「スープカレーの匠の店」を紹介している。
本作はHBCを中心とした製作委員会方式をとっており、TBS系列のキー局であるTBSテレビも委員会に名を連ねている。なお、HBCが連続ドラマを製作するのは、2010年の『歌セラ』（TBC、TUY、OBS等との共同製作）以来である。
HBCでは、放送開始前 の4月6日に、ナビ番組『スープカレー 0辛』 が放送され、完成会見 の模様がとりあげられた。またディレクターズカット版をアレンジした『スープカレー特別編』が、2013年1月2日（Part1、森崎・音尾・大泉編）、1月3日（Part2、安田・戸次・大泉編）に放送された。

## あらすじ・登場人物
舞台は主に札幌、「アラフォー」40代の大学同期5人の人生模様を描く。5つのオムニバスストーリーをシャッフルして、お互いに関連を持った構成としている。演劇的要素や様々な試みも盛り込まれている。「*」は小説版の表記。

### 森崎篇

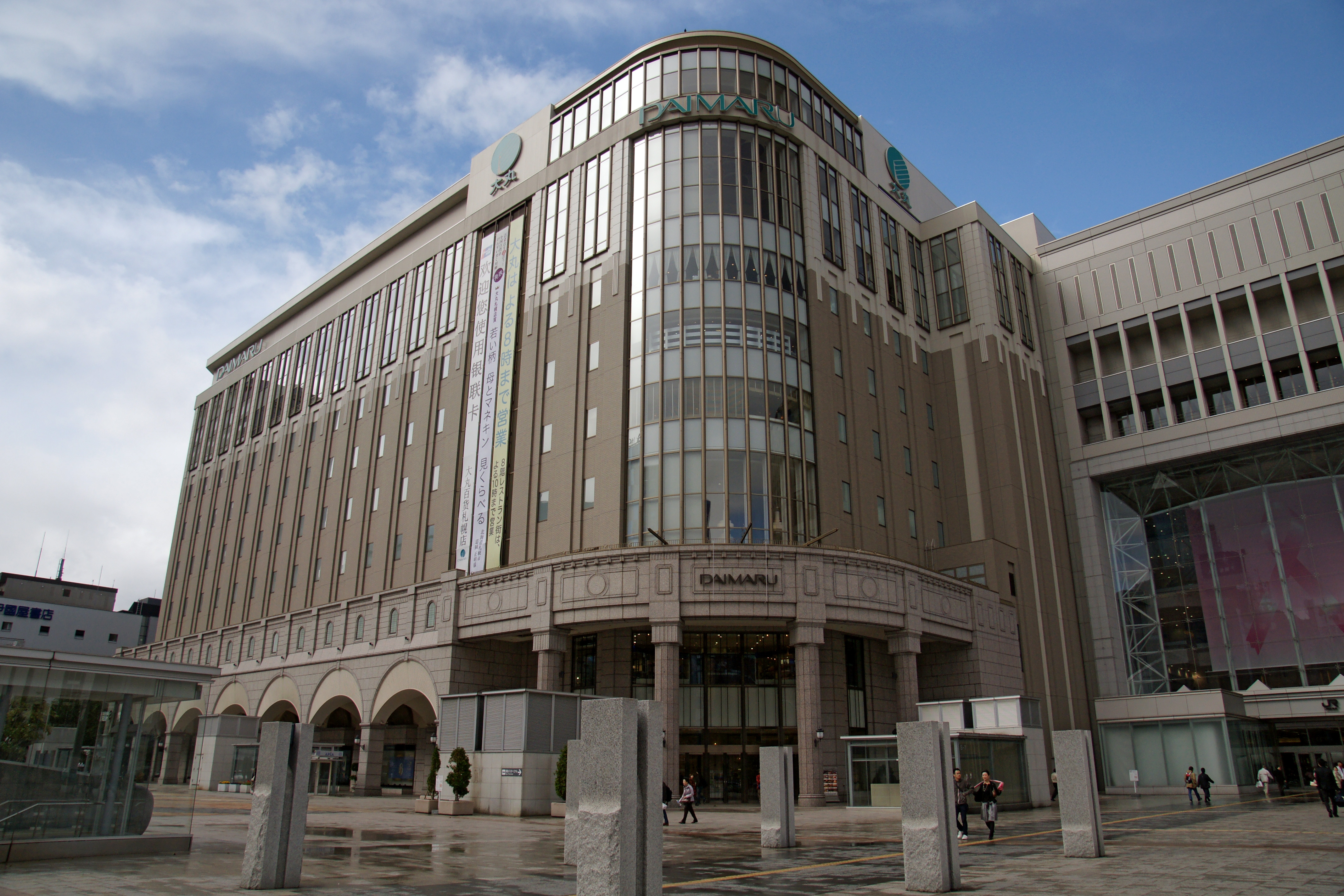
大丸百貨店札幌店（ロケ地）

真悟は以前から源の店を継ぐことを拒んでいたが、スープカレー店に挑戦することを決意する。忠雄の店で修行をし、源が研究していたメニューに取り組む。
和田 真悟〈40〉
演 - 森崎博之（TEAM NACS）
札幌大丸百貨店婦人服売り場担当の敏腕店員。離婚して実家に息子と母親の3人で暮らしている。スープカレーの修行に入るのを機に百貨店を退職する。
和田 源（映像）
真悟の父。定食屋「ひまわり亭」を営んでいたが、他界している。
和田 佳子
演 - 神保共子
真悟の母。源と共に店を営んでいたが、夫を亡くし気力を失う。
和田 さとる（*覚）
演 - 高岡航大
真悟の息子。中学生。
理恵（声）
演 - 萩原利映
真悟の妹。結婚後は東京で暮らし、店の今後を心配している。
田代さん
演 - 田村泰二郎
源の友人。「ひまわり亭」の常連客で再開を心待ちにしている。間違って持ってきてしまった源のレシピノートを、真悟に渡す。
若月 沙織
演 - 入山法子
真悟の同僚。スープカレーに対して熱い思いを持っている。10歳の時に母を亡くしている。
若月 忠雄
演 - 升毅
沙織の父。「SOUP-CURRY MOON」を営む。妻を亡くし務めていた新聞社を辞め、10年前に店を始める。
若月 健雄
演 - 森廉
沙織の弟。「MOON」の従業員。真悟を厳しく指導する。

### 安田篇
ゴールデンタイムで放送されるドラマ『ひまわりに抱かれて〜HUGGED IN THE SUNFLOWER〜』の父親役オーディションに合格し、父親の誇りをかけて演技に挑む。
浦田 博史〈40〉
演 - 安田顕（TEAM NACS）
専業主夫状態のベテラン俳優。妻と娘の3人暮らし。売れない役者であることに負い目を感じていて千枝子とうまく接することが出来ない。
浦田 由美
演 - つみきみほ
博史の妻。収入が安定しない夫に代わり家族を支える。
浦田 千枝子
演 - 伊藤沙莉
博史・由美の娘。中学生。博史に反抗的な態度を取るが由美の言うことには素直に従う。
増井くん
演 - 川岡大次郎
博史の所属事務所の担当マネージャー。博史に対して心にもないことを言うことがあるが本人に悪気はない。
藤原さん
演 - 中野英樹
博史の友人。銀行員。
青坂さん
演 - 有川マコト
博史の俳優仲間。一緒にオーディションを受ける。博史と同じく息子がおり、バイトを掛け持ちしている。
俊介
演 - 中澤耀介
千枝子の彼氏。俳優志望。
幸子先生
演 - 野口かおる
千枝子の担任。
さっちゃん（山田佐知子）オタク
演 - 吉田憲祐、吉田翔
千枝子の同級生。ドラマでのさっちゃんの扱いに不満を持ち、それを千枝子にぶつける。
山田 佐知子
演 - 藤白すみれ
ドラマの主演女優。国民的スーパーアイドル。スキャンダルが発覚する。
監督さん
演 - 本井博之
ドラマの監督。
ラジオのパーソナリティー
声 - 中野智樹、大森俊治
ラジオ放送内で博史の演技を称賛する

### 戸次篇
雄二が生徒と婚約者、どちらを選択するべきか葛藤する。
三浦 雄二〈40〉
演 - 戸次重幸（TEAM NACS）
個人経営の学習塾「旭北ゼミナール」講師。兄（教員）がいる。
羽野 みのり〈41〉
演 - 渡辺満里奈
雄二の婚約者。年齢的に結婚や子供を産むことへの焦りを感じている。
三浦 *茂
演 - 坂元貞美
雄二の父。
三浦 *陽子
演 - 大原真理子
雄二の母。
石橋 アツシ（*敦志）
演 - 西本銀二郎
みのりの甥。「旭北ゼミナール」に入塾、優菜のことが気になっている。
早川 優菜
演 - 田﨑アヤカ
中学3年生。ファンクラブが出来る程の人気者。塾で教わっている担当講師の雄二に憧れを抱く。
綾乃
演 - 吉田愛美
優菜の塾の友人。
北野くん
演 - 岩瀬亮
雄二の後輩講師。
チェリーさん
演 - 高杉亘
愛の伝導師。ブログ「Mr. Cherry's Secret Brog」にて「愛」について説いている。
美女
演 - 引田博子、伊波麻央、諷加、古矢香菜子
チェリーさんの回想で登場する女性たち。

### 大泉篇
精二が新番組「スープカレー」を始め、メグミはアシスタントとして役に立たない。困難な状況にも負けず様々なスープカレーを作る。
五十嵐 精二〈40〉
演 - 大泉洋（TEAM NACS）
料理研究家。「早い、安い、旨い」が信条。
夏川 メグミ
演 - 峯岸みなみ（AKB48）
タレント、歌手。精二のアシスタントを務めるが、料理経験がほとんどない。実は「辛い」のが苦手でスープカレーにあまり興味が無い。3rd Single「アサッテは憂鬱」がスープカレーレコードより発売中。

### 音尾篇
マイホーム購入を目指す平目家。友人の不幸である「離婚式」の依頼に悩むがなんとか式が行える状態に持っていく。
平目 清〈40〉
演 - 音尾琢真（TEAM NACS）
冠婚葬祭の「ヒラメ・プランニング」を営む。妻と息子との3人暮らし。
平目 良子
演 - 中島ひろ子
清の妻。「ヒラメ・プランニング」を手伝う。
平目 翔太〈5〉
演 - 立野海修
清・良子の息子。
山下 幸四郎
演 - 池内万作
清の親友。離婚式の執り行いと佳代の説得を、清に依頼する。
山下 佳代
演 - 小山田サユリ
幸四郎の妻。真一の親権獲得を条件に離婚式を行うことを了承する。
山下 真一
演 - 瀧澤翼
幸四郎・佳代の息子。親の離婚に納得していない。
青田
演 - 岩瀬亮
新郎。
麻理
演 - 安藤聖
臨月の新婦。結婚式の最中に産気づき、良子の協力によって病院に向かう車内で出産する。
矢沢さん
演 - 永井秀樹
離婚式プランナー。

### スープカレー晩餐会篇
TEAM NACSがそれぞれの役で出演。大泉が様々なものまねを交えて進行し、残りのメンバーは本編の展開に沿ってコメントを述べる。スープカレーだけでなくラッシーも登場する。

## スタッフ
- 出演協力：クロキプロ、ワタナベエンターテインメントカレッジ
- 脚本監修：秦建日子
- 脚本：高井浩子、遠山絵梨香、真壁幸紀、尾山奈央、小林昌
- 脚本協力：福島三郎、金沢 達也
- 音楽：白石めぐみ
- 技術プロデュース：沼波圭介
- 撮影：矢崎勝人
- 照明：椙浦明規
- 音声：植村貴弘、中山一也
- 編集：板部浩章
- 選曲：近藤隆史
- 音響効果：朴賢泰
- 編集デスク：野村光弘
- MA：右田安昌
- 技術デスク：亘良作
- 美術プロデュース：小林民雄
- 美術デザイン：YANG、仁栄
- 美術制作：雨宮里美
- 装飾：平原孝之、須田寛之
- 衣装：岩本起法子、笠置美紀
- 持道具：長倉由依
- 化粧：桂木智子
- スタイリスト (渡辺満里奈)：三上津香沙
- メイク (渡辺満里奈)：東まり子
- フードコーディネーター：新田亜素美、大友育美
- フードオリジネーター：石川範子
- PC画面制作：後藤恵子、眞鍋沙梨
- 美術協力：GABAN、ひみつの花園、セルロイド☆ドリーム、JOJI SHIMAMOTO、DELL、trip、西東社、MAPPLE
- 衣装協力：住商モンブラン、CABANE de ZUCCA、Champion、ozie、松尾、はるやま、ジオン商事、ANNE KLEIN NEW YORK、LAISSÉ PASSÉ、夢展望、エムズファクトリー、アンヴィモード、ViS、YECCA VECCA、chocola、EDWIN、Fun Duce、ARMANI EXCHANGE、Majestic Athletic、BELE MAISON、暮らす服、DOG DEPT
- 持道具協力：BAMBI JEWELY、IKETEI、DE RIGO、Rosemont、LA JIRUMA、Opticien Loyd、株式会社インテック、OVER DRIVE、帆布工房、サンリーブ、montaria、アルファタジマ、ティアマリア、ELECOM、NTT docomo
- メイク協力：お世話や
- 撮影協力：札幌らっきょ、らっきょブラザーズ、東京らっきょブラザーズ、SOUP CURRY KING、ティーツーワイジャム、大丸松坂屋百貨店 大丸札幌店、東宝スタジオ、TOKYO DAIHANTEN、エクセルホーム、居酒屋ひなまつり、ユーナンバッティングセンター、栄光ゼミナール、サンテレコムジャパン、high grown cafe、Ristrante Giardino、札幌美少女図鑑
- 協力：東通、アックス、ラ・ルーチェ、TAMCO、東京美工、京阪商会、東宝コスチューム、アーツ、Pro Cam、SPOT、木村創 a.k.a. SIGMA X81
- スープカレーアドバイザー：イデゴウ
- スープカレーコーディネート：玉木雅人
- 冠婚葬祭業務監修：日本メモリアルサービス
- 離婚式監修：寺井広樹
- 看護監修：依田茂樹
- セーフティーサポート：鈴村正樹
- 宣伝：藤澤正秀、清水隆浩
- ホームページ：藤井亜紀、成田雅美
- タイトルデザイン：田中由佳
- 宣伝デザイン：小川雅志
- メイキング：小川亮輔、石渡彩人
- スチール：宮永智基、菊竹規、本田匡
- 車輌：麻生リース
- 演出補：北川博康
- 制作担当：福井一夫
- 記録：湯澤ゆき
- アシスタントプロデューサー：堀江愛佳
- プロダクションコーディネーター：大澤真紀
- 編成：角田拡樹、山根恒
- ラインプロデューサー：長谷川晴彦
- 協力プロデューサー：大熊一成、羽田文彦
- プロデューサー：村上公一
- アソシエイトプロデューサー：前原健一郎、仁科直之、小出真佐樹
- チーフプロデューサー：泉雄貴（HBC）[8]、安藤親広（ROBOT）
- 総監修：本広克行
- 演出：木村好克（CD）、橋本光二郎、真壁幸紀
- 制作プロダクション：ROBOT
- 企画：北海道放送（HBC）、クリエイティブオフィスキュー
- 製作：『スープカレー』製作委員会（北海道放送株式会社、株式会社ポニーキャニオン、株式会社TBSテレビ、株式会社TBSサービス、株式会社ネイチャーラボ、株式会社クリエイティブオフィスキュー、株式会社ロボット、株式会社リンダパブリッシャーズ）
- 著作：2012『スープカレー』製作委員会

## 主題歌
back number「日曜日」
作詞 - 清水依与吏 / 作曲 - 清水依与吏&川村結花 / 編曲 - 島田昌典&back number / produced - 島田昌典（UNIVERSAL SIGMA / UMCK-5383、2012年5月30日）

## 放送リスト
| 話数                                          | スープカレーの匠の店       |
| --------------------------------------------- | -------------------------- |
| 1辛                                           | 札幌らっきょ               |
| 2辛                                           | すーぷかりー ひげ男爵      |
| 3辛                                           | 東京らっきょブラザーズ     |
| 4辛                                           | SOUP CURRY KING            |
| 5辛                                           | CURRY SHOP S               |
| 6辛                                           | カレー&ごはんカフェ[ouchi] |
| 6辛                                           | こうひいはうす             |
| 7辛                                           | らっきょ大サーカス         |
| 8辛                                           | 西屯田通りスープカレー本舗 |
| 8辛                                           | SOUPCURRY & BAR GARAKU     |
| 9辛                                           | スープカリー 奥芝商店      |
| 10辛                                          | （ドラマのダイジェスト）   |
| 平均視聴率 1.0%（ビデオリサーチ関東地区調べ） |                            |

## ネット局
| 放送対象地域            | 放送局                    | 放送期間                | 放送日時               | 『スープカレー 0辛』放送日時 | 備考                 | 系列           |
| ----------------------- | ------------------------- | ----------------------- | ---------------------- | ---------------------------- | -------------------- | -------------- |
| 北海道                  | 北海道放送（HBC）         | 2012年4月13日 - 6月29日 | 金曜 24:20 - 24:51     | 4月6日 26:05 - 26:36         | 企画・製作局         | TBS系列        |
| 山口県                  | テレビ山口（TYS）         | 2012年4月14日 - 6月23日 | 土曜 26:41 - 27:11     | なし                         |                      | TBS系列        |
| 愛媛県                  | あいテレビ（ITV）         | 2012年4月16日 - 7月2日  | 月曜 23:50 - 24:20     | なし                         |                      | TBS系列        |
| 山形県                  | テレビユー山形（TUY）     | 2012年4月16日 - 6月25日 | 月曜 24:20 - 24:50     | なし                         |                      | TBS系列        |
| 宮崎県                  | 宮崎放送（MRT）           | 2012年4月16日 - 6月25日 | 月曜 24:55 - 25:25     | なし                         |                      | TBS系列        |
| 関東広域圏              | TBSテレビ（TBS）          | 2012年4月16日 - 6月25日 | 月曜 26:04 - 26:34     | なし                         | 製作局               | TBS系列        |
| 熊本県                  | 熊本放送（RKK）           | 2012年4月17日 - 7月3日  | 火曜 24:55 - 25:25     | なし                         |                      | TBS系列        |
| 宮城県                  | 東北放送（TBC）           | 2012年4月17日 - 6月19日 | 火曜 25:45 - 26:15     | なし                         | 9話以降は最速放送    | TBS系列        |
| 鹿児島県                | 南日本放送（MBC）         | 2012年4月18日 - 6月27日 | 水曜 24:10 - 24:40     | なし                         |                      | TBS系列        |
| 近畿広域圏              | 毎日放送（MBS）           | 2012年4月18日 - 7月4日  | 水曜 27:00 - 27:30     | なし                         |                      | TBS系列        |
| 長野県                  | 信越放送（SBC）           | 2012年4月19日 - 6月28日 | 木曜 23:50 - 24:20     | なし                         |                      | TBS系列        |
| 岩手県                  | IBC岩手放送（IBC）        | 2012年4月19日 - 6月28日 | 木曜 24:20 - 24:50     | なし                         |                      | TBS系列        |
| 広島県                  | 中国放送（RCC）           | 2012年4月22日 - 7月1日  | 日曜 25:20 - 25:50     | なし                         |                      | TBS系列        |
| 岡山県・香川県          | 山陽放送（RSK）           | 2012年4月25日 - 7月4日  | 水曜 25:20 - 25:50     | なし                         | 現：RSK山陽放送      | TBS系列        |
| 静岡県                  | 静岡放送（SBS）           | 2012年4月26日 - 7月5日  | 木曜 25:25 - 25:55     | 4月19日 26:17 - 26:47        |                      | TBS系列        |
| 山梨県                  | テレビ山梨（UTY）         | 2012年4月27日 - 7月13日 | 金曜 25:55 - 26:25     | 4月27日 16:20 - 16:50        |                      | TBS系列        |
| 長崎県                  | 長崎放送（NBC）           | 2012年5月1日 - 7月3日   | 火曜 24:50 - 25:20     | なし                         |                      | TBS系列        |
| 青森県                  | 青森テレビ（ATV）         | 2012年5月2日 - 7月11日  | 水曜 25:00 - 25:30     | なし                         |                      | TBS系列        |
| 福島県                  | テレビユー福島（TUF）     | 2012年5月7日 - 7月16日  | 月曜 24:50 - 25:20     | なし                         |                      | TBS系列        |
| 新潟県                  | 新潟放送（BSN）           | 2012年5月7日 - 7月16日  | 月曜 24:50 - 25:20     | なし                         |                      | TBS系列        |
| 中京広域圏              | 中部日本放送（CBC）       | 2012年5月8日 - 7月17日  | 火曜 24:55 - 25:25     | なし                         | 現：CBCテレビ        | TBS系列        |
| 大分県                  | 大分放送（OBS）           | 2012年5月12日 - 7月28日 | 土曜 17:00 - 17:30     | なし                         |                      | TBS系列        |
| 鳥取県・島根県          | 山陰放送（BSS）           | 2012年5月12日 - 7月21日 | 土曜 26:20 - 26:50     | なし                         |                      | TBS系列        |
| 石川県                  | 北陸放送（MRO）           | 2012年5月23日 - 8月8日  | 水曜 24:55 - 25:25     | なし                         |                      | TBS系列        |
| 高知県                  | テレビ高知（KUTV）        | 2012年6月5日 - 8月14日  | 火曜 23:50 - 24:20     | 5月29日 23:50 - 24:20        |                      | TBS系列        |
| 沖縄県                  | 琉球放送（RBC）           | 2012年6月21日 - 7月19日 | 木曜 14:55 - 15:55     | なし                         | 1日2話ずつ放送       | TBS系列        |
| 福岡県                  | RKB毎日放送（RKB）        | 2012年7月8日 - 8月12日  | 日曜 深夜              | なし                         | 数話ずつまとめて放送 | TBS系列        |
| 富山県                  | チューリップテレビ（TUT） | 2012年7月15日 - 9月30日 | 日曜 25:20 - 25:50     | なし                         |                      | TBS系列        |
| 秋田県                  | 秋田放送（ABS）           | 2012年10月1日 - 12月3日 | 月曜 25:23 - 25:53     | なし                         |                      | 日本テレビ系列 |
| 福井県                  | 福井放送（FBC）           | 2016年1月12日 - 1月21日 | 月曜-金曜 9:55 - 10:55 | なし                         |                      | 日本テレビ系列 |
| 神奈川県                | テレビ神奈川(tvk)         | 2016年5月19日 - 7月21日 | 木曜 23:00 - 23:30     | なし                         |                      | 独立協         |
| 全国                    | TBSチャンネル1            | 2017年5月1日- 5月5日    | 月曜-金曜24:40-25:40   |                              |                      | CS放送         |
| TBS系列地上波全局ネット |                           |                         |                        |                              |                      |                |

- 6月8日 - 20日にかけて、『UEFA EURO 2012』の放映に伴う特別編成により、各局で放送休止となる日が発生した。
- 残るTBS系列局のない徳島県・佐賀県での放送は、現時点では未定であるが、受信する場所・方法によっては視聴可能であった。

## メディア展開
小説版
『スープカレー』（高橋美夕紀・著、リンダパブリッシャーズ/泰文堂、2012年3月24日、ISBN 978-4803003161）
放送にさきがけて文庫本にて先行発売。テレビドラマ本編を基にした短篇4話とオリジナルストーリー1話（大泉篇）を収録。脚本・監修は秦建日子。脚本はテレビドラマ本編と同じ5人が務めている。
DVD&Blu-ray
『スープカレー』（ポニーキャニオン、2012年8月2日、DVD-BOX PCBG-61547・Blu-ray BOX PCXG-60030）
どちらも本編3枚+特典2枚でBOX化。特典映像には、本編ではシャッフルされていた5つのストーリーを、それぞれ1つに再編集したディレクターズ・カット版が収録されている。
CUE DREAM JAM-BOREE 2012（2012年7月27日 - 29日）の会場（北海きたえーる）内にて先行販売されたほか、購入方法により様々な限定特典が付いている。